# Liste des membres de la 35e législature de la Seconde Chambre

Cette liste présente les 150 membres de la 35e législature de la Seconde Chambre des États généraux au moment de leur élection lors des élections législatives du 9 juin 2010. Elle présente les élus par listes et par ordre numérique de présentation par les partis. L'assemblée est dirigée durant la législature par Gerdi Verbeet (PvdA), qui assume déjà la fonction lors de la précédente mandature. Elle est assistée de trois vice-présidents protocolaires : Willibrord van Beek (VVD), Martin Bosma (PVV) et Jeroen Dijsselbloem (PvdA).

## Répartition des sièges

Répartition des sièges de la Seconde Chambre à la suite des élections législatives de 2010.

| Parti | Parti                                            | Abr.  | Total | %     | +/-           |
|       | Parti populaire pour la liberté et la démocratie | VVD   | 31    | 20,67 | 9             |
|       | Parti travailliste                               | PvdA  | 30    | 20,00 | 3             |
|       | Parti pour la liberté                            | PVV   | 24    | 16,00 | 15            |
|       | Appel chrétien-démocrate                         | CDA   | 21    | 14,00 | 20            |
|       | Parti socialiste                                 | SP    | 15    | 10,00 | 10            |
|       | Démocrates 66                                    | D66   | 10    | 6,67  | 7             |
|       | Gauche verte                                     | GL    | 10    | 6,67  | 3             |
|       | Union chrétienne                                 | CU    | 5     | 3,33  | 1             |
|       | Parti politique réformé                          | SGP   | 2     | 1,33  | en stagnation |
|       | Parti pour les animaux                           | PvdD  | 2     | 1,33  | en stagnation |
| Total | Total                                            | Total | 150   | =     | =             |

## Élus
| N° | Représentant                        | Parti | Parti                                            | Abr. | Date de naissance  | Commune de naissance   | Province ou pays de naissance |
| -- | ----------------------------------- | ----- | ------------------------------------------------ | ---- | ------------------ | ---------------------- | ----------------------------- |
| 01 | Mark Rutte                          |       | Parti populaire pour la liberté et la démocratie | VVD  | 14 février 1967    | La Haye                | Hollande-Méridionale          |
| 02 | Edith Schippers                     |       | Parti populaire pour la liberté et la démocratie | VVD  | 25 août 1964       | Utrecht                | Utrecht                       |
| 03 | Fred Teeven                         |       | Parti populaire pour la liberté et la démocratie | VVD  | 5 août 1958        | Haarlem                | Hollande-Septentrionale       |
| 04 | Jeanine Hennis-Plasschaert          |       | Parti populaire pour la liberté et la démocratie | VVD  | 7 avril 1973       | Heerlen                | Limbourg                      |
| 05 | Stef Blok                           |       | Parti populaire pour la liberté et la démocratie | VVD  | 10 décembre 1964   | Noordoostpolder        | Flevoland                     |
| 06 | Paul de Krom                        |       | Parti populaire pour la liberté et la démocratie | VVD  | 10 février 1963    | Zutphen                | Gueldre                       |
| 07 | Frans Weekers                       |       | Parti populaire pour la liberté et la démocratie | VVD  | 17 octobre 1967    | Weert                  | Limbourg                      |
| 08 | Atzo Nicolaï                        |       | Parti populaire pour la liberté et la démocratie | VVD  | 22 février 1960    | Delft                  | Hollande-Méridionale          |
| 09 | Charlie Aptroot                     |       | Parti populaire pour la liberté et la démocratie | VVD  | 20 septembre 1950  | La Haye                | Hollande-Méridionale          |
| 10 | Betty de Boer                       |       | Parti populaire pour la liberté et la démocratie | VVD  | 2 septembre 1971   | Achtkarspelen          | Frise                         |
| 11 | Halbe Zijlstra                      |       | Parti populaire pour la liberté et la démocratie | VVD  | 21 janvier 1969    | Ooststellingwerf       | Frise                         |
| 12 | Anouchka van Miltenburg             |       | Parti populaire pour la liberté et la démocratie | VVD  | 20 avril 1967      | Utrecht                | Utrecht                       |
| 13 | Han ten Broeke                      |       | Parti populaire pour la liberté et la démocratie | VVD  | 2 mars 1969        | Haaksbergen            | Overijssel                    |
| 14 | Ineke Dezentjé Hamming-Bluemink     |       | Parti populaire pour la liberté et la démocratie | VVD  | 15 septembre 1954  | Amsterdam              | Hollande-Septentrionale       |
| 15 | Willibrord van Beek                 |       | Parti populaire pour la liberté et la démocratie | VVD  | 15 janvier 1949    | Amsterdam              | Hollande-Septentrionale       |
| 16 | Cora van Nieuwenhuizen              |       | Parti populaire pour la liberté et la démocratie | VVD  | 12 juin 1963       | Ridderkerk             | Hollande-Méridionale          |
| 17 | Janneke Snijder-Hazelhoff           |       | Parti populaire pour la liberté et la démocratie | VVD  | 26 décembre 1952   | Pekela                 | Groningue                     |
| 18 | Malik Azmani                        |       | Parti populaire pour la liberté et la démocratie | VVD  | 20 janvier 1976    | Heerenveen             | Frise                         |
| 19 | Helma Neppérus                      |       | Parti populaire pour la liberté et la démocratie | VVD  | 21 juin 1950       | Amsterdam              | Hollande-Septentrionale       |
| 20 | Ton Elias                           |       | Parti populaire pour la liberté et la démocratie | VVD  | 14 mars 1955       | La Haye                | Hollande-Méridionale          |
| 21 | Mark Harbers                        |       | Parti populaire pour la liberté et la démocratie | VVD  | 19 avril 1969      | Ede                    | Gueldre                       |
| 22 | Brigitte van der Burg               |       | Parti populaire pour la liberté et la démocratie | VVD  | 7 avril 1961       | Tanga                  | Tanzanie                      |
| 23 | Tamara Venrooy-van Ark              |       | Parti populaire pour la liberté et la démocratie | VVD  | 11 août 1974       | La Haye                | Hollande-Méridionale          |
| 24 | Anne Mulder                         |       | Parti populaire pour la liberté et la démocratie | VVD  | 14 décembre 1969   | Hoogeveen              | Drenthe                       |
| 25 | Erik Ziengs                         |       | Parti populaire pour la liberté et la démocratie | VVD  | 27 septembre 1960  | Midden-Drenthe         | Drenthe                       |
| 26 | Ard van der Steur                   |       | Parti populaire pour la liberté et la démocratie | VVD  | 7 octobre 1969     | Haarlem                | Hollande-Septentrionale       |
| 27 | Klaas Dijkhoff                      |       | Parti populaire pour la liberté et la démocratie | VVD  | 13 janvier 1981    | Soltau                 | Allemagne                     |
| 28 | Helma Lodders                       |       | Parti populaire pour la liberté et la démocratie | VVD  | 21 juin 1968       | Moerdijk               | Brabant-Septentrional         |
| 29 | Anne-Wil Lucas-Smeerdijk            |       | Parti populaire pour la liberté et la démocratie | VVD  | 10 janvier 1975    | Zutphen                | Gueldre                       |
| 30 | André Bosman                        |       | Parti populaire pour la liberté et la démocratie | VVD  | 20 janvier 1965    | Utrechtse Heuvelrug    | Utrecht                       |
| 31 | Afke Schaart                        |       | Parti populaire pour la liberté et la démocratie | VVD  | 24 octobre 1973    | Zwartewaterland        | Overijssel                    |
| 01 | Job Cohen                           |       | Parti travailliste                               | PvdA | 18 octobre 1947    | Haarlem                | Hollande-Septentrionale       |
| 02 | Nebahat Albayrak                    |       | Parti travailliste                               | PvdA | 10 avril 1968      | Şarkışla               | Turquie                       |
| 03 | Ronald Plasterk                     |       | Parti travailliste                               | PvdA | 12 avril 1957      | La Haye                | Hollande-Méridionale          |
| 04 | Jetta Klijnsma                      |       | Parti travailliste                               | PvdA | 18 mars 1957       | Hoogeveen              | Drenthe                       |
| 05 | Mariëtte Hamer                      |       | Parti travailliste                               | PvdA | 7 juin 1958        | Amsterdam              | Hollande-Septentrionale       |
| 06 | Jeroen Dijsselbloem                 |       | Parti travailliste                               | PvdA | 29 mars 1966       | Eindhoven              | Brabant-Septentrional         |
| 07 | Diederik Samsom                     |       | Parti travailliste                               | PvdA | 10 juillet 1971    | Groningue              | Groningue                     |
| 08 | Gerdi Verbeet                       |       | Parti travailliste                               | PvdA | 18 avril 1951      | Amsterdam              | Hollande-Septentrionale       |
| 09 | Frans Timmermans                    |       | Parti travailliste                               | PvdA | 6 mai 1961         | Maastricht             | Limbourg                      |
| 10 | Sharon Dijksma                      |       | Parti travailliste                               | PvdA | 16 avril 1971      | Groningue              | Groningue                     |
| 11 | Hans Spekman                        |       | Parti travailliste                               | PvdA | 6 avril 1966       | Zuidplas               | Hollande-Méridionale          |
| 12 | Angelien Eijsink                    |       | Parti travailliste                               | PvdA | 1er avril 1960     | Haaksbergen            | Overijssel                    |
| 13 | Martijn van Dam                     |       | Parti travailliste                               | PvdA | 1er février 1978   | Zoetermeer             | Hollande-Méridionale          |
| 14 | Attje Kuiken                        |       | Parti travailliste                               | PvdA | 27 octobre 1977    | Groningue              | Groningue                     |
| 15 | Ahmed Marcouch                      |       | Parti travailliste                               | PvdA | 2 mai 1969         | Beni Boughafer         | Maroc                         |
| 16 | Roos Vermeij                        |       | Parti travailliste                               | PvdA | 28 mars 1968       | La Haye                | Hollande-Méridionale          |
| 17 | Ed Groot                            |       | Parti travailliste                               | PvdA | 26 décembre 1957   | Stede Broec            | Hollande-Septentrionale       |
| 18 | Sjoera Dikkers                      |       | Parti travailliste                               | PvdA | 14 juillet 1969    | Deventer               | Overijssel                    |
| 19 | Pierre Heijnen                      |       | Parti travailliste                               | PvdA | 5 octobre 1953     | La Haye                | Hollande-Méridionale          |
| 20 | Lea Bouwmeester                     |       | Parti travailliste                               | PvdA | 3 octobre 1979     | Hoogeveen              | Drenthe                       |
| 21 | Jeroen Recourt                      |       | Parti travailliste                               | PvdA | 4 juillet 1970     | Dordrecht              | Hollande-Méridionale          |
| 22 | Agnes Wolbert                       |       | Parti travailliste                               | PvdA | 20 août 1958       | Oldenzaal              | Overijssel                    |
| 23 | Eeke van der Veen                   |       | Parti travailliste                               | PvdA | 21 juin 1946       | Súdwest-Fryslân        | Frise                         |
| 24 | Pauline Smeets                      |       | Parti travailliste                               | PvdA | 10 février 1959    | Heerlen                | Limbourg                      |
| 25 | Metin Çelik                         |       | Parti travailliste                               | PvdA | 3 avril 1970       | Gölcük                 | Turquie                       |
| 26 | Lutz Jacobi                         |       | Parti travailliste                               | PvdA | 13 décembre 1955   | Heerenveen             | Frise                         |
| 27 | Tjeerd van Dekken                   |       | Parti travailliste                               | PvdA | 14 mai 1967        | Marum                  | Groningue                     |
| 28 | Tanja Jadnanansing                  |       | Parti travailliste                               | PvdA | 26 avril 1967      | Leyde                  | Hollande-Méridionale          |
| 29 | Jacques Monasch                     |       | Parti travailliste                               | PvdA | 4 janvier 1962     | Rotterdam              | Hollande-Méridionale          |
| 30 | Khadija Arib                        |       | Parti travailliste                               | PvdA | 10 octobre 1960    | Hedami                 | Maroc                         |
| 01 | Geert Wilders                       |       | Parti pour la liberté                            | PVV  | 6 septembre 1963   | Venlo                  | Limbourg                      |
| 02 | Fleur Agema                         |       | Parti pour la liberté                            | PVV  | 16 septembre 1976  | Purmerend              | Hollande-Septentrionale       |
| 03 | Hero Brinkman                       |       | Parti pour la liberté                            | PVV  | 29 décembre 1964   | Almelo                 | Overijssel                    |
| 04 | Lilian Helder                       |       | Parti pour la liberté                            | PVV  | 30 mai 1973        | Venlo                  | Limbourg                      |
| 05 | Raymond de Roon                     |       | Parti pour la liberté                            | PVV  | 1er septembre 1952 | Amsterdam              | Hollande-Septentrionale       |
| 06 | Martin Bosma                        |       | Parti pour la liberté                            | PVV  | 16 juillet 1964    | Wormerland             | Hollande-Septentrionale       |
| 07 | Sietse Fritsma                      |       | Parti pour la liberté                            | PVV  | 31 mars 1972       | Franekeradeel          | Frise                         |
| 08 | Teun van Dijck                      |       | Parti pour la liberté                            | PVV  | 13 septembre 1963  | Venlo                  | Limbourg                      |
| 09 | Louis Bontes                        |       | Parti pour la liberté                            | PVV  | 28 février 1956    | Rotterdam              | Hollande-Méridionale          |
| 10 | Dion Graus                          |       | Parti pour la liberté                            | PVV  | 19 mars 1967       | Heerlen                | Limbourg                      |
| 11 | Richard de Mos                      |       | Parti pour la liberté                            | PVV  | 5 mai 1976         | Delft                  | Hollande-Méridionale          |
| 12 | Eric Lucassen                       |       | Parti pour la liberté                            | PVV  | 12 novembre 1974   | Amsterdam              | Hollande-Septentrionale       |
| 13 | Roland van Vliet                    |       | Parti pour la liberté                            | PVV  | 25 novembre 1969   | Echt-Susteren          | Limbourg                      |
| 14 | Johan Driessen                      |       | Parti pour la liberté                            | PVV  | 4 juin 1981        | Cuijk                  | Brabant-Septentrional         |
| 15 | Karen Gerbrands                     |       | Parti pour la liberté                            | PVV  | 29 août 1967       | Delft                  | Hollande-Méridionale          |
| 16 | Joram van Klaveren                  |       | Parti pour la liberté                            | PVV  | 23 janvier 1979    | Amsterdam              | Hollande-Septentrionale       |
| 17 | Marcial Hernandez                   |       | Parti pour la liberté                            | PVV  | 20 avril 1974      | Zaanstad               | Hollande-Septentrionale       |
| 18 | Willie Dille                        |       | Parti pour la liberté                            | PVV  | 2 juin 1965        | La Haye                | Hollande-Méridionale          |
| 19 | Léon de Jong                        |       | Parti pour la liberté                            | PVV  | 31 août 1982       | Gouda                  | Hollande-Méridionale          |
| 20 | Harm Beertema                       |       | Parti pour la liberté                            | PVV  | 9 mars 1952        | Zaanstad               | Hollande-Septentrionale       |
| 21 | James Sharpe                        |       | Parti pour la liberté                            | PVV  | 9 novembre 1962    | Eindhoven              | Brabant-Septentrional         |
| 22 | Wim Kortenoeven                     |       | Parti pour la liberté                            | PVV  | 29 mai 1955        | Leidschendam-Voorburg  | Hollande-Méridionale          |
| 23 | Jhim van Bemmel                     |       | Parti pour la liberté                            | PVV  | 15 novembre 1959   | Boskoop                | Hollande-Méridionale          |
| 24 | André Elissen                       |       | Parti pour la liberté                            | PVV  | 12 février 1960    | Frechen                | Allemagne                     |
| 01 | Jan Peter Balkenende                |       | Appel chrétien-démocrate                         | CDA  | 7 mai 1956         | Kapelle                | Zélande                       |
| 02 | Maxime Verhagen                     |       | Appel chrétien-démocrate                         | CDA  | 14 septembre 1956  | Maastricht             | Limbourg                      |
| 03 | Ank Bijleveld                       |       | Appel chrétien-démocrate                         | CDA  | 17 mars 1962       | Kampen                 | Overijssel                    |
| 04 | Jan Kees de Jager                   |       | Appel chrétien-démocrate                         | CDA  | 10 février 1969    | Kapelle                | Zélande                       |
| 05 | Ab Klink                            |       | Appel chrétien-démocrate                         | CDA  | 2 novembre 1958    | Goedereede             | Hollande-Méridionale          |
| 06 | Joop Atsma                          |       | Appel chrétien-démocrate                         | CDA  | 6 juillet 1956     | Achtkarspelen          | Frise                         |
| 07 | Sabine Uitslag                      |       | Appel chrétien-démocrate                         | CDA  | 4 mars 1973        | Twenterand             | Overijssel                    |
| 08 | Marja van Bijsterveldt              |       | Appel chrétien-démocrate                         | CDA  | 27 juin 1961       | Rotterdam              | Hollande-Méridionale          |
| 09 | Elly Blanksma-van den Heuvel        |       | Appel chrétien-démocrate                         | CDA  | 24 septembre 1959  | Helmond                | Brabant-Septentrional         |
| 10 | Gerda Verburg                       |       | Appel chrétien-démocrate                         | CDA  | 19 août 1957       | Alphen-sur-le-Rhin     | Hollande-Méridionale          |
| 11 | Sybrand van Haersma Buma            |       | Appel chrétien-démocrate                         | CDA  | 30 juillet 1965    | Súdwest-Fryslân        | Frise                         |
| 12 | Ger Koopmans                        |       | Appel chrétien-démocrate                         | CDA  | 14 août 1962       | Venlo                  | Limbourg                      |
| 13 | Henk Jan Ormel                      |       | Appel chrétien-démocrate                         | CDA  | 15 décembre 1955   | Utrecht                | Utrecht                       |
| 14 | Mirjam Sterk                        |       | Appel chrétien-démocrate                         | CDA  | 23 mai 1973        | Zeist                  | Utrecht                       |
| 15 | Eddy van Hijum                      |       | Appel chrétien-démocrate                         | CDA  | 17 avril 1972      | Delft                  | Hollande-Méridionale          |
| 16 | Jack de Vries                       |       | Appel chrétien-démocrate                         | CDA  | 25 juillet 1968    | Smallingerland         | Frise                         |
| 17 | Margreeth Smilde                    |       | Appel chrétien-démocrate                         | CDA  | 6 juin 1954        | Leeuwarden             | Frise                         |
| 18 | Madeleine van Toorenburg            |       | Appel chrétien-démocrate                         | CDA  | 10 mai 1968        | La Haye                | Hollande-Méridionale          |
| 19 | Coşkun Çörüz                        |       | Appel chrétien-démocrate                         | CDA  | 15 août 1963       | Salıpazarı             | Turquie                       |
| 20 | Kathleen Ferrier                    |       | Appel chrétien-démocrate                         | CDA  | 8 mars 1957        | Paramaribo             | Suriname                      |
| 21 | Ad Koppejan                         |       | Appel chrétien-démocrate                         | CDA  | 2 octobre 1962     | Veere                  | Zélande                       |
| 01 | Emile Roemer                        |       | Parti socialiste                                 | SP   | 24 août 1962       | Boxmeer                | Brabant-Septentrional         |
| 02 | Renske Leijten                      |       | Parti socialiste                                 | SP   | 17 mars 1979       | Leyde                  | Hollande-Méridionale          |
| 03 | Harry van Bommel                    |       | Parti socialiste                                 | SP   | 24 juin 1962       | Helmond                | Brabant-Septentrional         |
| 04 | Jan de Wit                          |       | Parti socialiste                                 | SP   | 10 mai 1945        | Moerdijk               | Brabant-Septentrional         |
| 05 | Ronald van Raak                     |       | Parti socialiste                                 | SP   | 30 octobre 1969    | Hilvarenbeek           | Brabant-Septentrional         |
| 06 | Ewout Irrgang                       |       | Parti socialiste                                 | SP   | 20 juillet 1976    | Utrecht                | Utrecht                       |
| 07 | Sadet Karabulut                     |       | Parti socialiste                                 | SP   | 28 avril 1975      | Dordrecht              | Hollande-Méridionale          |
| 08 | Paul Ulenbelt                       |       | Parti socialiste                                 | SP   | 1er avril 1952     | Haaksbergen            | Overijssel                    |
| 09 | Jasper van Dijk                     |       | Parti socialiste                                 | SP   | 20 avril 1971      | Nieuwegein             | Utrecht                       |
| 10 | Sharon Gesthuizen                   |       | Parti socialiste                                 | SP   | 23 janvier 1976    | Nimègue                | Gueldre                       |
| 11 | Henk van Gerven                     |       | Parti socialiste                                 | SP   | 11 mars 1955       | Bergeijk               | Brabant-Septentrional         |
| 12 | Manja Smits                         |       | Parti socialiste                                 | SP   | 27 mai 1985        | De Bilt                | Utrecht                       |
| 13 | Paulus Jansen                       |       | Parti socialiste                                 | SP   | 2 mars 1954        | Ruremonde              | Limbourg                      |
| 14 | Farshad Bashir                      |       | Parti socialiste                                 | SP   | 14 janvier 1988    | Kaboul                 | Afghanistan                   |
| 15 | Nine Kooiman                        |       | Parti socialiste                                 | SP   | 9 décembre 1980    | Utrecht                | Utrecht                       |
| 01 | Alexander Pechtold                  |       | Démocrates 66                                    | D66  | 16 décembre 1965   | Delft                  | Hollande-Méridionale          |
| 02 | Boris van der Ham                   |       | Démocrates 66                                    | D66  | 29 août 1973       | Amsterdam              | Hollande-Septentrionale       |
| 03 | Magda Berndsen                      |       | Démocrates 66                                    | D66  | 4 mai 1950         | Leyde                  | Hollande-Méridionale          |
| 04 | Fatma Koşer Kaya                    |       | Démocrates 66                                    | D66  | 20 février 1968    | Çarşamba               | Turquie                       |
| 05 | Pia Dijkstra                        |       | Démocrates 66                                    | D66  | 9 décembre 1954    | Franekeradeel          | Frise                         |
| 06 | Gerard Schouw                       |       | Démocrates 66                                    | D66  | 30 décembre 1965   | Westland               | Hollande-Méridionale          |
| 07 | Wassila Hachchi                     |       | Démocrates 66                                    | D66  | 6 janvier 1980     | Rotterdam              | Hollande-Méridionale          |
| 08 | Stientje van Veldhoven              |       | Démocrates 66                                    | D66  | 22 juin 1973       | Utrecht                | Utrecht                       |
| 09 | Wouter Koolmees                     |       | Démocrates 66                                    | D66  | 20 mars 1977       | Capelle aan den IJssel | Hollande-Méridionale          |
| 10 | Kees Verhoeven                      |       | Démocrates 66                                    | D66  | 25 avril 1976      | Utrecht                | Utrecht                       |
| 01 | Femke Halsema                       |       | Gauche verte                                     | GL   | 25 avril 1966      | Haarlem                | Hollande-Septentrionale       |
| 02 | Jolande Sap                         |       | Gauche verte                                     | GL   | 22 mai 1963        | Venlo                  | Limbourg                      |
| 03 | Tofik Dibi                          |       | Gauche verte                                     | GL   | 19 novembre 1980   | Flessingue             | Zélande                       |
| 04 | Mariko Peters                       |       | Gauche verte                                     | GL   | 22 avril 1969      | Berkeley               | États-Unis                    |
| 05 | Ineke van Gent                      |       | Gauche verte                                     | GL   | 21 juin 1957       | Arnhem                 | Gueldre                       |
| 06 | Liesbeth van Tongeren               |       | Gauche verte                                     | GL   | 31 mars 1958       | Flardingue             | Hollande-Méridionale          |
| 07 | Jesse Klaver                        |       | Gauche verte                                     | GL   | 1er mai 1986       | Rosendael              | Brabant-Septentrional         |
| 08 | Bruno Braakhuis                     |       | Gauche verte                                     | GL   | 10 juillet 1961    | Haarlem                | Hollande-Septentrionale       |
| 09 | Arjan El Fassed                     |       | Gauche verte                                     | GL   | 5 août 1973        | Flardingue             | Hollande-Méridionale          |
| 10 | Linda Voortman                      |       | Gauche verte                                     | GL   | 27 juin 1979       | Enschede               | Overijssel                    |
| 01 | André Rouvoet                       |       | Union chrétienne                                 | CU   | 4 janvier 1962     | Hilversum              | Hollande-Septentrionale       |
| 02 | Arie Slob                           |       | Union chrétienne                                 | CU   | 16 novembre 1961   | Zuidplas               | Hollande-Méridionale          |
| 03 | Esmé Wiegman-van Meppelen Scheppink |       | Union chrétienne                                 | CU   | 24 juillet 1975    | Haarlem                | Hollande-Septentrionale       |
| 04 | Joël Voordewind                     |       | Union chrétienne                                 | CU   | 9 juillet 1965     | Coevorden              | Drenthe                       |
| 05 | Cynthia Ortega-Martijn              |       | Union chrétienne                                 | CU   | 9 février 1956     | Willemstad             | Antilles néerlandaises        |
| 01 | Kees van der Staaij                 |       | Parti politique réformé                          | SGP  | 12 septembre 1968  | Flardingue             | Hollande-Méridionale          |
| 02 | Elbert Dijkgraaf                    |       | Parti politique réformé                          | SGP  | 6 janvier 1970     | Almelo                 | Overijssel                    |
| 01 | Marianne Thieme                     |       | Parti pour les animaux                           | PvdD | 6 mars 1972        | Ede                    | Gueldre                       |
| 02 | Esther Ouwehand                     |       | Parti pour les animaux                           | PvdD | 10 juin 1976       | Katwijk                | Hollande-Méridionale          |

### Liens
- (fr) Résultats des élections à la Seconde Chambre depuis 1946
- Seconde Chambre des États généraux